# Psychotria oleifolia
Psychotria oleifolia är en måreväxtart som först beskrevs av Carl Sigismund Kunth, och fick sitt nu gällande namn av Paul Carpenter Standley. Psychotria oleifolia ingår i släktet Psychotria och familjen måreväxter. Inga underarter finns listade i Catalogue of Life.